# Trévol
Trévol település Franciaországban, Allier megyében. Lakosainak száma 1639 fő (2022. január 1.). Trévol Aurouër, Avermes, Gennetines, Montilly, Saint-Ennemond és Villeneuve-sur-Allier községekkel határos.

## Népesség
A település népessége az elmúlt években az alábbi módon változott:
| Lakosok száma | 812  | 1255 | 1405 | 1564 | 1692 | 1646 | 1625 | 1630 | 1634 | 1639 |
|               | 1968 | 1982 | 1990 | 2006 | 2013 | 2015 | 2017 | 2019 | 2020 | 2022 |